# Célia Xakriabá

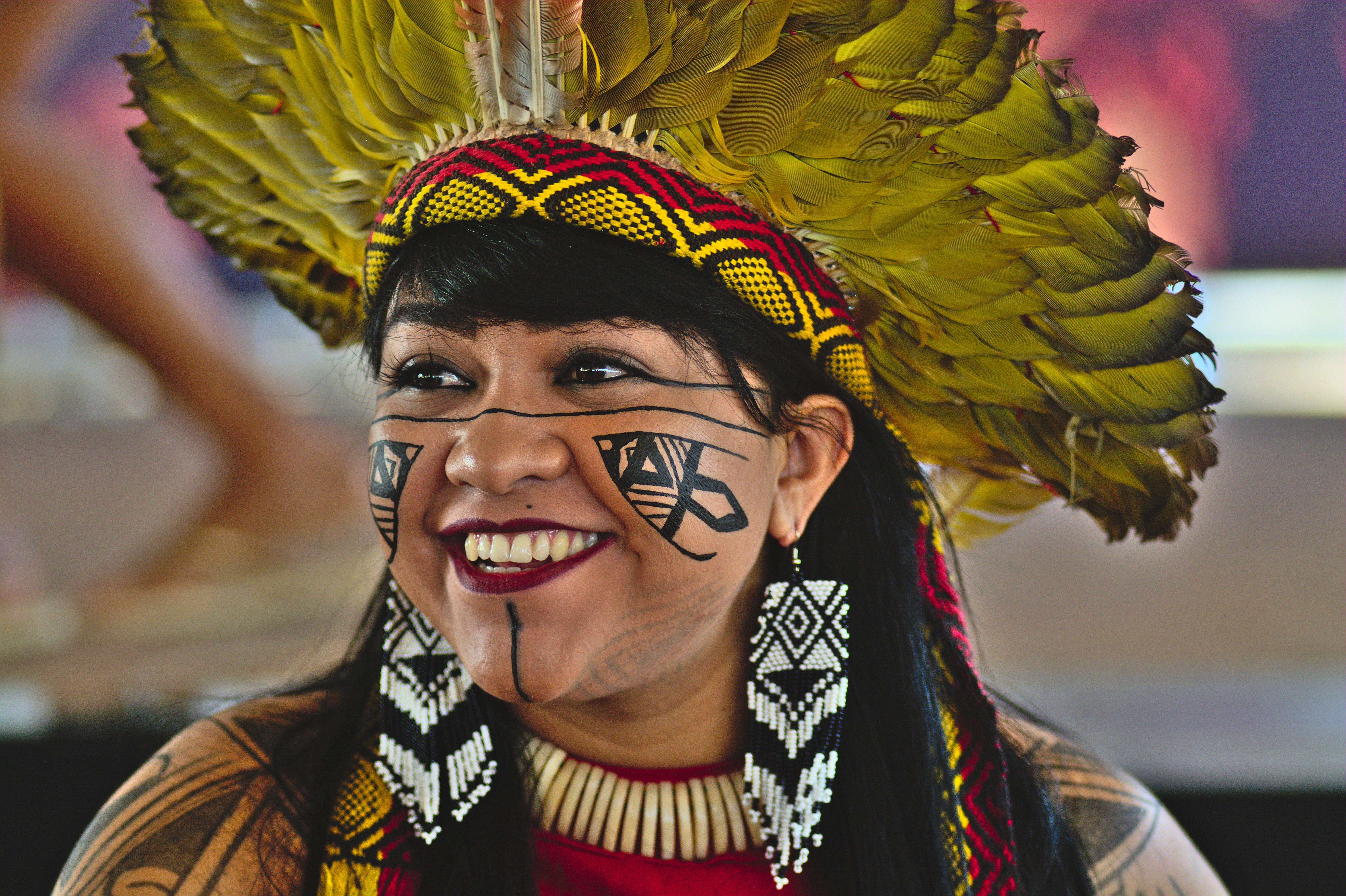
Célia Xakriabá in traditioneller Bekleidung beim „Marcha das Mulheres Indígenas“ 2019

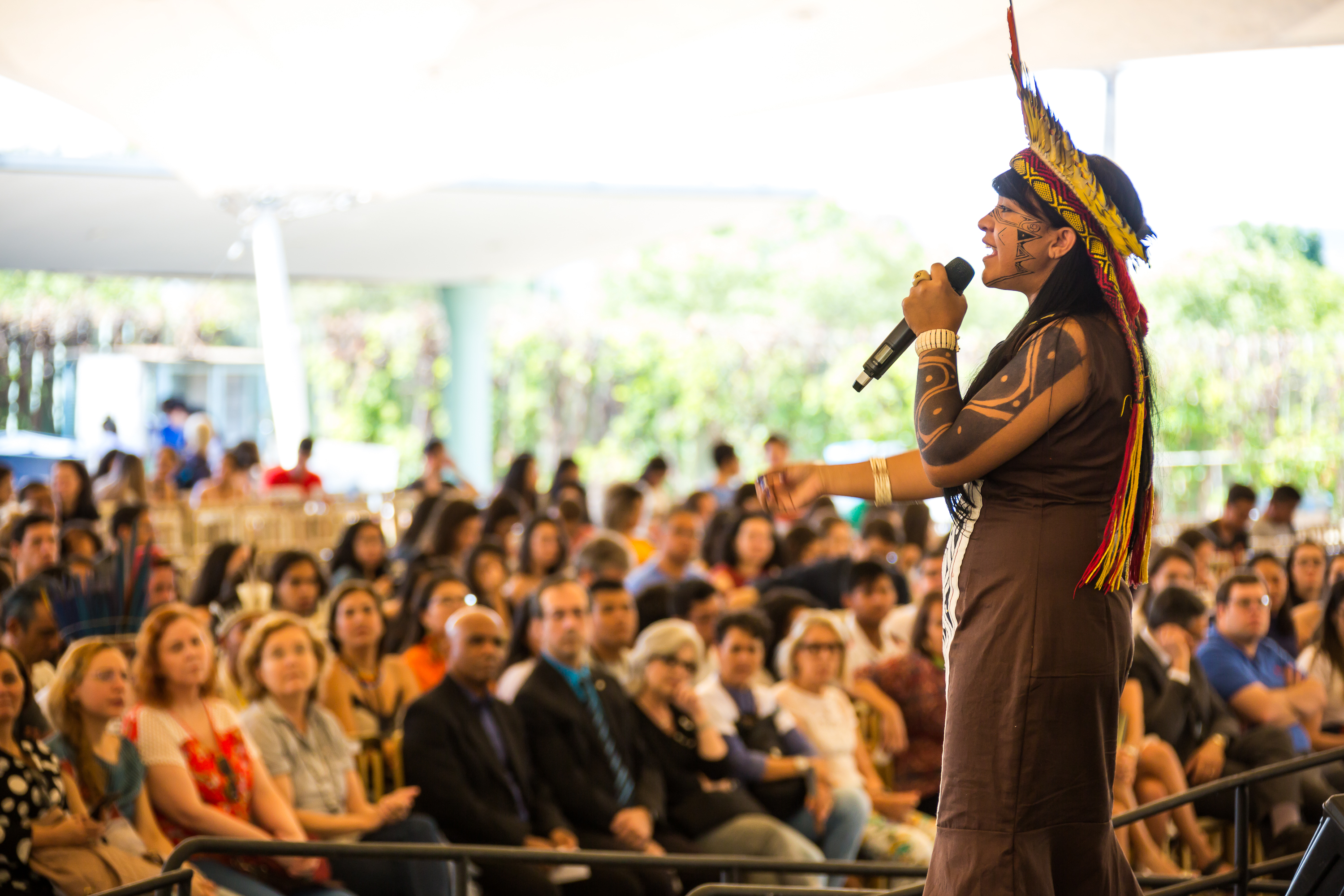
Célia Xakriabá bei einem Vortrag an der Universidade de Brasília 2018

Célia Nunes Correa, bekannt als Célia Xakriabá (geboren 1990 in São João das Missões, Minas Gerais) ist eine indigene brasilianische Umweltaktivistin, Menschenrechtsaktivistin und eine Führungspersönlichkeit des indigenen Volks Xakriabá.

## Leben
Célia Nunes Correa nahm den Namen ihrer Volksgruppe an, der zwischen den Metropolregionen im Südosten Brasiliens beheimateten Xakriabá. Ihre Politisierung als Aktivistin für indigene Rechte begann im Alter von 13 Jahren, als an ihrer Schule der erste indigene Lehrer angestellt wurde und sie lernte, dass die Ankunft von Pedro Álvares Cabral, der als Entdecker Brasiliens gilt, der Beginn des portugiesischen Landraubs war.
Sie absolvierte die Escola Indígena Estadual Xukurank und studierte anschließend an der Universidade Federal de Minas Gerais, die sie als Pädagogin für Interkulturelle Erziehung 2013 abschloss. Sie war Koordinatorin für indigene Schulbildung beim Erziehungsministerium von Minas Gerais. Von 2016 bis 2018 machte sie ihren Master im Fach Sozialanthropologie an der Universidade de Brasília mit einer Arbeit über die Erfahrungen indigener Bildung. Als erstes Mitglied ihrer Volksgruppe erhielt sie damit einen universitären Abschluss.
Seit 2017 sprach Célia Xakriabá auf verschiedenen Konferenzen und in Debatten an brasilianischen Universitäten über die Rechte der Ureinwohner, die Förderung ihrer traditionellen indigenen Bildung und der Wiederbelebung ihrer Muttersprachen. Sie setzt sich für die Sichtbarkeit indigener Frauen in Politik und Bildungswesen ein. Zusammen mit Sônia Guajajara organisierte sie im August 2019 den ersten Protestmarsch indigener Frauen („Marcha das Mulheres Indígenas“), der in Brasília und sechs weiteren Städten stattfand, und kritisierte den rechtsextremen Präsidenten Jair Bolsonaro.
Sie wurde in Europa als eine von acht indigenen Oberhäuptern bekannt, die 2019 im Rahmen der Aufklärungskampagne „Indigenes Blut: Nicht einen Tropfen mehr“ für den Schutz traditioneller Lebensräume in Brasilien zwölf europäische Länder bereisten. In einem Interview mit der Taz sagte sie: „Das neue europäische Bewusstsein für Klimapolitik kommt unserem Anliegen sehr entgegen. Klimaschutz ist nicht nur eine Alternative, sondern die Lösung, damit wir Menschen friedlich miteinander leben können.“
Die britische Zeitung The Guardian nannte Célia Xakriabá  „die Stimme einer neuen Generation weiblicher indigener Führer, die den Kampf gegen die Zerstörung der brasilianischen Wälder sowohl im Amazonasgebiet als auch im weniger bekannten Cerrado, einer Savanne, die ein Fünftel des Landes bedeckt, anführen“.
Ihre jüngere Schwester, Artemisa Xakriabá, kämpft für den Erhalt des tropischen Regenwalds. International bekannt wurde sie als Teilnehmerin von Klimagipfeln der UNO, auf denen sie für die Ureinwohner aus Brasilien, Zentralamerika und Indonesien sprach.